# ميخائيل س. فيتزجيرالد
ميخائيل س. فيتزجيرالد (بالإنجليزية: Michael C. FitzGerald)‏ هو مؤرخ أمريكي، ولد في 1953.